# Christian Ravn (1853-1914)
 Der er flere personer med dette navn, se Christian Ravn.
Christian Ravn (født 26. april 1853 på Sjølundgård, Sjølund, død 22. januar 1914 i København) var gårdejer og politiker.
Han var søn af landstingsmand Nis Jensen Ravn og hustru Hanne f. Lund (død 1899). Han blev student i Odense 1871, var ved Landvæsenet og blev forpagter af slægtsgården (siden 1650) 1881, ejer 1893.
Ravn var medlem af Landstinget fra 1908 (Venstrereformpartiet), formand i bankrådet for Kolding Folkebank og for skatterådet for Kolding Skattekreds, medlem af bestyrelsen for Kolding Andelsslagteri og af Historisk Samfund for Vejle Amt.
Han er begravet på Vejstrup Kirkegård.